# Haltom City
La ville américaine de Haltom City est située dans le comté de Tarrant, dans l’État du Texas. Lors du recensement de 2010, elle comptait 42 409 habitants.

## Source
- (en) Cet article est partiellement ou en totalité issu de l’article de Wikipédia en anglais intitulé « Haltom City, Texas » (voir la liste des auteurs).